# Arturo Barrios (atleta)
Arturo Barrios Flores (n. Ciudad de México, México; 12 de diciembre de 1962) es un atleta mexicano ya retirado de la competición especializado en pruebas de larga distancia.

## Carrera deportiva
Finalizó en quinto lugar en los Juegos Olímpicos de Seúl 1988  y en los Juegos Olímpicos de Barcelona 1992 en la prueba de 10 000 m lisos masculinos. Ganó la medalla de oro en la prueba de 5.000 metros tanto en los Juegos Panamericanos de Indianapolis en 1987 como en los de La Habana en 1991. Consiguió ser plusmarquista mundial de 10 000 m masculinos con un tiempo de 27:08.23, logrados el 18 de agosto de 1989 en el estadio olímpico de Berlín. La marca no fue superada hasta 1993 cuando Richard Chelimo logró 27:07.91 en Estocolmo.
El 30 de marzo de 1991, logró también la plusmarca mundial de la hora recorriendo 21.101 m, y la plusmarca de los 20.000 m haciendo un tiempo de 56:55.6. Ambas marcas están imbatidas hasta el 2007. La marca realizada en 1991 le permitió ser el primer hombre en la historia que ha corrido el medio maratón en menos de una hora; el primero en igualarlo fue Moses Tanui en 1993 (en una carrera de ruta, mientras que Barrios lo logró en una pista de atletismo).
Arturo Barrios posee los récords mexicanos de los 2.000 m (5:03.4, el 10 de julio de 1989), de los 3.000 m (7:35.71, el 10 de julio de 1989), de los 5.000 m (13:07.79, el 14 de agosto de 1989), de los 10 000 m (27:08.23, el 18 de agosto de 1989), de los 10 kilómetros en calle (27:41, el 1 de marzo de 1986), de los 15 kilómetros en calle (42:36, el 29 de junio de 1986), de los 20.000 metros y de la hora (56:55.6 y 21.101 m, respectivamente, el 30 de marzo de 1991). Es, además, el único mexicano que ha corrido la distancia del medio maratón en menos de una hora.
La formación profesional de Barrios se dio en los Estados Unidos, donde fue reclutado por la Universidad de Texas A&M obteniendo un grado en ingeniería mecánica en 1985 y compitiendo en cross country con resultados aceptables, aunque no fue sino hasta que comenzó a entrenar con Tadeusz Kempka, de origen polaco y radicado en México, que su progreso lo hizo convertirse en una figura dominante del atletismo mundial de 1986 a 1993, compitiendo tanto en pista como en carreras en calle y convirtiéndose en un atleta que, casi siempre, estaba entre los primeros lugares de las competencias en que participaba.
Se convirtió en ciudadano estadounidense en septiembre de 1994 y vive actualmente en Boulder, Colorado con su esposa Joy.